# Urnisa rugosa
Urnisa rugosa är en insektsart som beskrevs av Henri Saussure 1884. Urnisa rugosa ingår i släktet Urnisa och familjen gräshoppor. Inga underarter finns listade i Catalogue of Life.